# Cedaka
Cedaka (hebr. ‏צדקה‎ czyt. ṣədāqā, cdaka, IPA: [ts(e)daˈka]; jid. ‏צדקה‎ cdoke) jest hebrajskim terminem oznaczającym dosłownie „prawość” lub „sprawiedliwość”, ale najczęściej oznacza czyny związane z dobroczynnością. Ta koncepcja dobroczynności jednak różni się od współczesnego zachodniego rozumienia miłosierdzia. To ostatnie jest zwykle rozumiane jako spontaniczny akt dobrej woli i wyznacznik szczodrości; cedaka natomiast jest zobowiązaniem etycznym.

## Cechy cedaki
Cedaka odnosi się do religijnego obowiązku czynienia tego, co słuszne i sprawiedliwe, co w judaizmie określane jest jako ważna część życia duchowego. W przeciwieństwie do dobrowolnej filantropii, cedaka jest postrzegana jako religijny obowiązek, który należy wypełniać niezależnie od swojej sytuacji majątkowej, a więc jest obowiązkowa nawet dla tych, którzy mają ograniczone środki finansowe. Uważa się, że cedaka jest jednym z trzech głównych czynów, które mogą pozytywnie wpłynąć na niekorzystny Boży dekret.

## Poziomy cedaki według Majmonidesa
W średniowieczu Majmonides opisał ośmiopoziomową hierarchię cedaki, w której najwyższą formą jest udzielenie prezentu, pożyczki lub partnerstwa, które sprawią, że odbiorca stanie się samowystarczalny i przestanie być zależny od innych.
Wyróżnione przez Majmonidesa poziomy (w kolejności od najwyższego do najniższego w hierarchii):
1. Udzielenie prezentu, pożyczki lub partnerstwa, bądź znalezienie pracy, potrzebującej osobie – zanim popadnie ona w ubóstwo – które sprawią, że stanie się ona samowystarczalna i nie będzie zależna od innych.
2. Udzielenie pomocy w taki sposób, aby dawca i odbiorca pozostali dla siebie anonimowi. Do tej kategorii należą również organizacje charytatywne, zarządzane przez osoby odpowiedzialne.
3. Udzielenie pomocy, gdy ofiarodawca wie, komu jest przekazywana pomoc, ale odbiorca nie wie, od kogo ta pomoc pochodzi.
4. Udzielenie pomocy, gdy odbiorca zna tożsamość ofiarodawcy, ale ofiarodawca nie zna tożsamości odbiorcy.
5. Udzielenie pomocy potrzebującym bezpośrednio, zanim ofiarodawca zostanie o to poproszony.
6. Udzielenie pomocy potrzebującym bezpośrednio, po tym, gdy zostanie o to poproszony.
7. Kiedy ktoś daje mniej, niż powinien, ale robi to z radością.
8. Kiedy ktoś daje niechętnie.

## Inne religie
- charytatywność (łac. charitativus) – odpowiednik w chrześcijaństwie
- zakat (arab. ‏زكاة‎ zakāt) – odpowiednik w islamie